# Anne-Sophie Ronceret
Anne-Sophie Ronceret, née le 7 janvier 1978 à Suresnes (Hauts-de-Seine), est une femme politique française.

## Biographie
En 2024, Anne-Sophie Ronceret, collaboratrice parlementaire de profession, est nommée cheffe de cabinet adjointe, au cabinet de la ministre déléguée auprès du Premier ministre, chargée de l'égalité entre les femmes et les hommes et de la lutte contre les discriminations,.
À la suite de la nomination d'Aurore Bergé au gouvernement, elle devient députée de la 10e circonscription des Yvelines. Tandis qu'Aurore Bergé était membre du groupe Ensemble pour la République, elle y est apparentée.